# Joan Calvet
Joan Calvet (segle XV – segle XVI) fou un religiós català nascut a La Coromina de Cardona (Bages), reconegut per la seva tasca com a abat del monestir de Santa Maria la Real de Perpinyà entre els anys 1501 i 1543. També va exercir de canonge de la Catedral de Barcelona i de prevere beneficiat de Santa Maria del Mar, a més de participar com a procurador de diverses institucions religioses del seu temps.

## Origen i vinculació amb La Coromina
Tot i que se'n desconeix la data exacta de naixement, Joan Calvet era fill de La Coromina, un petit nucli agregat a Cardona. La seva figura destaca no només per la seva carrera eclesiàstica, sinó també per la seva contribució al patrimoni religiós i cultural del seu lloc d'origen.
Segons fonts històriques, Calvet fundà vers el 1500 una de les capelles col·laterals de l'església de Sant Antoni Abat de La Coromina (actualment Església Parroquial de Sant Ramon), concretament la capella de sant Onofre, situada al costat de l'Evangeli. Aquesta fundació queda documentada a través d'un missal ofert pel mateix Joan Calvet a la capella que inclou una carta manuscrita amb els fets, el qual es conserva actualment al Museu Diocesà i Comarcal de Solsona. La capella, inclou l'escut d'armes de Joan Calvet en pedra.

## Testament i obra benèfica
En el seu últim testament, Joan Calvet establí una pia causa per facilitar el matrimoni de les minyones del seu llinatge. Per a l'administració d'aquest llegat, determinà que havien de ser-ne responsables el cònsol en cap de la vila de Cardona i l'hereu de la casa Calvet de La Coromina, mentre aquesta fos posseïda per una persona del mateix llinatge. En cas que la casa fos venuda a una persona estranya, s'estipulava que l'administrador fos el rector de Cardona, o el seu vicari en absència. Aquestes disposicions consten en un document datat del 12 de desembre de 1635, per part del doctor Agustí López Fernàndez, prevere, oficial y V. General pel reverendíssim bisbe de Barcelona conservat també a Solsona.
«…el reverent Joan Calvet q.° Abat de Santa Maria de la Real Vila de Perpinyà, i canonge de la Seu de Barcelona, en son últim testament fundés una pia causa, per minyones maridar de son llinatge…»

(Arxiu del Museu de Solsona)

## Llegat
La memòria de Joan Calvet perdura a través d'aquest llegat i de la seva vinculació amb el patrimoni religiós i arquitectònic de La Coromina. Segons ens diu la tradició, Joan Calvet hauria nascut a l'antiga masia de cal Cots, coneguda actualment com La Premsa, situada a davant de l'Església tot i que no hi ha evidències documentals.
Aquesta finca, coneguda com a Cal Cots té orígens possiblement anteriors al segle XIV, apareix documentada el 1637. Aquesta casa pairal s'ubicava al peu del camí que unia Cardona amb Manresa i Vic, actiu des d'abans de l'any 1000.
L'edifici conserva elements arquitectònics d'èpoques diverses, com voltes medievals, obertures renaixentistes i decoracions modernes. Un finestral renaixentista, on actualment s'hi veu l'escut dels Calvet vincula clarament la família amb la propietat. Aquest mateix escut es troba a la capella de sant Onofre de l'església de La Coromina, fundada pel mateix Joan Calvet.